# Federico Callori di Vignale
Federico Callori di Vignale, italijanski rimskokatoliški duhovnik, škof in kardinal, * 15. december 1890, Vignale Monferrato, † 10. avgust 1971.

## Življenjepis
16. decembra 1917 je prejel duhovniško posvečenje.
Leta 1954 je postal uradnik v Rimski kuriji. 
15. februarja 1965 je bil imenovan za naslovnega nadškofa Maiuce, 21. februarja je prejel škofovsko posvečenje, medtem ko je 22. februarja bil povzdignjen v kardinala, bil povzdignjen v kardinal-diakona S. Giovanni Bosco in via Tuscolana ter dal odpoved kot kurijski uradnik.